# Anúna

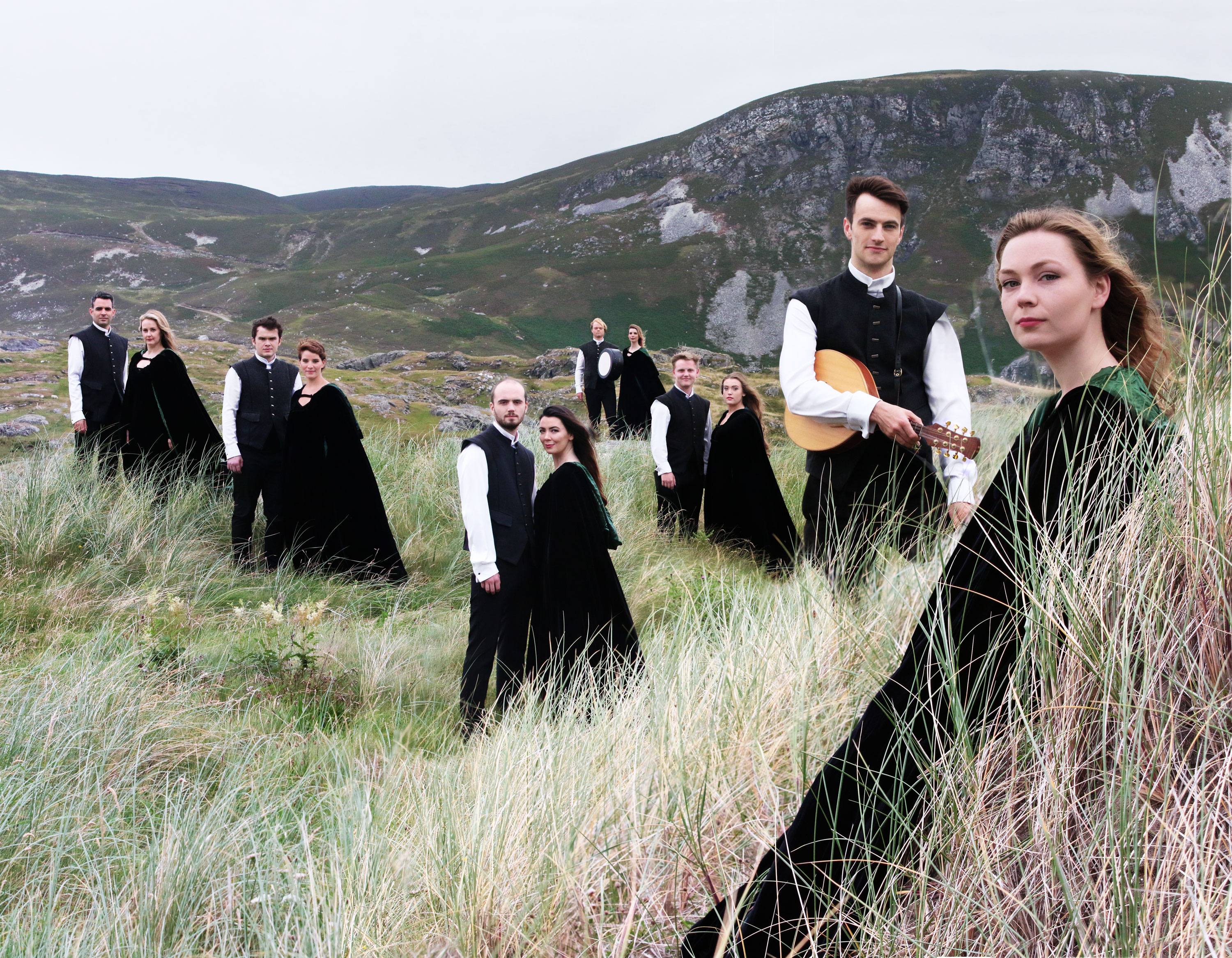
Anúna (2018)

Anúna är en körensemble/folkmusikgrupp från Irland. Gruppen bildades 1987 av Michael McGlynn som också har komponerat eller arrangerat nästan all repertoar till gruppen.

## Medlemmar
| Namn              | Stämma                                       | Blev medlem år           |
| ----------------- | -------------------------------------------- | ------------------------ |
| Michael McGlynn   | Låtskrivare, konstnärlig ledare och dirigent | 1987 Grundare av gruppen |
| Sam Kreidenweis   | Bas - Baryton                                |                          |
| Dónal Kearney     | Baryton                                      | 2012                     |
| Jan Kuhar         | Bas                                          |                          |
| Zachary Trouton   | Bas                                          |                          |
| Nejc Rudel        | Tenor                                        |                          |
| Lucy Champion     | Sopran                                       |                          |
| Andrea Delaney    | Sopran                                       |                          |
| Sara Di Bella     | Sopran                                       |                          |
| Monica Donlon     | Sopran                                       | 1989                     |
| Rachel Thompson   | Sopran                                       |                          |
| Cait Frizell      | Sopran                                       | 2013                     |
| Rebekah Comerford | Sopran                                       |                          |

## Diskografi
Album och DVD'er
- 1991 – An Uaithne
- 1993 – ANÚNA
- 1994 – Invocation
- 1995 – Omnis
- 1996 – Omnis  (New Edition)
- 1996 – Deep Dead Blue
- 1997 – Behind the Closed Eye
- 2000 – Cynara
- 2002 – Winter Songs
- 2003 – Essential Anúna
- 2005 – The Best of Anúna
- 2005 – Essential Anúna  (New Edition)
- 2006 – Sensation
- 2006 – Celtic Dreams (Méav Ní Mhaolchatha med Anúna)[4]
- 2007 – Celtic Origins (CD och DVD)
- 2008 – Christmas Memories (CD och DVD)
- 2009 – Invocations of Ireland (DVD)
- 2009 – Sanctus
- 2010 – The Best of Anúna  (New Edition)
- 2010 – Christmas with Anúna
- 2012 – Illumination
- 2014 – Illuminations (New Edition)
- 2015 – Revelation
- 2017 – Takahime
- 2017 – A Christmas Selection
- 2017 – Selected 1987-2017
- 2017 – Selected II 1987-2017
- 2018 – Transcendence